# Orlando Samuels Blackwood
Orlando Samuels Blackwood (ur. 31 grudnia 1946 w Esmeralda Camagüey) – kubański siatkarz i trener.

## Kariera zawodnicza
Od lat sześćdziesiątych związany był z reprezentacją Kuby od 1963 do 1975 roku, a 8 z nich jako kapitan drużyny. Razem z reprezentacją zdobył brązowy medal w Pucharze Panamerykańskim w piłce siatkowej mężczyzn w Winnipeg w 1967 i złoty medal w Cali w 1971 oraz złoto  Meksyku w 1975. Również zdobył złote medale w środkowoamerykańskich i karaibskich grach San Juan w 1966, 1970, 1974.

## Kariera trenerska
Brał udział w kilku igrzyskach olimpijskich jako asystent trenera w Moskwie w 1980, zajmując z reprezentacją Kuby siódme miejsce, czy też jako dyrektor techniczny na igrzyskach w Barcelonie w 1992, a także w Atenach w 2004. Na arenie międzynarodowej przewodził zespołom kubańskim od 1991 do 1994, oraz od 2007  do 2013. W 2005 był trenerem Reprezentacji Portugalii. Zapewnił pomoc techniczną i współpracę w innych krajach, takich jak Turcja, Hiszpania i Grecja. Od 2017 trener Reprezentacji Dominikany w piłce siatkowej mężczyzn, z którą zdobył srebro na Mistrzostwach Ameryki Północnej, Środkowej i Karaibów w piłce siatkowej, dzięki czemu Dominikana po raz pierwszy od 1974 uzyskała awans na mistrzostwa świata.

## Odznaczenia
Otrzymał liczne odznaczenia, takie jak ordery: "Za zasługi dla sportu","Marcelo Salado", czy medale: "20-lecia", "Męczennicy Barbadosu".